# Hluboká (Chrudimi járás)
Hluboká település Csehországban, a Chrudimi járásban. Hluboká Skuteč, Perálec, Luže, Zderaz és Leština településekkel határos. Lakosainak száma 186 fő (2024. január 1.).

## Népesség
A település lakosságának változását az alábbi diagram mutatja:
| Lakosok száma | 733  | 688  | 591  | 384  | 324  | 225  | 192  | 185  | 193  | 186  |
|               | 1869 | 1890 | 1921 | 1950 | 1980 | 2001 | 2017 | 2019 | 2022 | 2024 |